# کولدارا
کولدارا (به ایتالیایی: Colledara) یک کومونه در ایتالیا است که در استان تیرامو واقع شده‌است.

## خصوصیات
کولدارا ۱۹٫۸۶ کیلومترمربع مساحت و ۲٬۲۵۰ نفر جمعیت دارد و ۴۳۰ متر بالاتر از سطح دریا واقع شده‌است.